# Parco archeologico di San Vincenzino
Il parco archeologico di San Vincenzino, o della villa romana di San Vincenzino, è un sito archeologico ubicato a Cecina, in provincia di Livorno, in via Ginori 32. 
Ospita gli scavi di una villa romana utilizzata dal I secolo a.C. al V d.C., e che forse fu quella citata da Rutilio Namaziano nel De reditu suo come appartenente a Decio Albino Caecina, discendente di un'antica famiglia etrusca di Volterra e praefectus Urbis (prefetto di Roma) nel 414 d.C.
Presso l'area archeologica è presente un antiquarium con alcuni reperti rinvenuti negli scavi, ma gli esemplari più importanti si trovano al Museo archeologico della Cinquantina.

## Storia
La villa venne costruita verosimilmente verso il 30 a.C., e completata nel suo nucleo originario entro il 70 d.C.. Rappresentava un grande insediamento agricolo-residenziale patrizio, estendendosi per circa 17.000 mq. 
Nel II-III secolo d.C. la struttura si arricchì di ambienti di rappresentanza (triclinio estivo con ninfeo, ossia una sala da pranzo utilizzata d'estate e allietata da fontane). Nel secolo successivo parte degli ambienti di abitazione furono riutilizzati per la produzione dell'olio d'oliva e nel V secolo la villa venne abbandonata, disperdendo tutti gli arredi e smantellando persino le pavimentazioni in marmo. 
Nel VII secolo la parte meridionale fu utilizzata come necropoli con semplici sepolture databili fino al X secolo, mentre sulla parte settentrionale si installò un modesto insediamento bassomedievale (XIV secolo), forse un laboratorio artigianale.  
Nel Settecento i resti della villa erano ancora affioranti, ma un primo scavo avvenne solo nel secolo successivo, per iniziativa di Leonetto Cipriani. A inizio del Novecento vi fu costruito uno zuccherificio, con un fabbricato detto la Villa Rossa, che oggi è usato come antiquarium. Scavi sistematici si ebbero nei decenni 1960 e 1970, e soprattutto nel 1983 grazie alla Soprintendenza archeologica della Toscana e all'Università di Pisa.
Il parco archeologico di San Vincenzino aprì al pubblico nel 1995, dopo studi e ricerche condotte da Giorgio Monaco, ispettore della Soprintendenza Archeologica della Toscana, seguiti dagli scavi archeologici del sito con l'ausilio dell'università di Pisa. L’area della villa di San Vincenzino dopo l’acquisizione da parte del Comune di Cecina è attualmente sistemata in forma di area archeologica attrezzata visitabile al pubblico, con antiquarium.

### I commerci
La villa di san Vincenzino era certamente inserita in un luogo in cui potevano trovarsi impianti produttivi, piccoli insediamenti abitati, colture varie e aree boschive destinate al pascolo di animali. 
È impossibile stabilire con certezza i confini della villa dato che con il passare dei secoli potrebbe aver conosciuto vari ampliamenti nella sua struttura, però è possibile affermare che un quartiere artigianale si trovasse nelle vicinanze della foce del fiume Cecina. Qui furono realizzate delle anfore che vennero messe in commercio, destinate a contenere il vino che venne prodotto nella villa. Un approdo situato lungo il corso del fiume Cecina favorì sicuramente il trasporto delle anfore.
Lo studio delle anfore rinvenute nel corso degli scavi permette di capire quanto la villa fosse inserita nel vasto “mercato unico” del Mediterraneo.
Un’altra importante risorsa economica fruibile, ubicata nelle vicinanze del podere, erano le saline situate alla foce del fiume Cecina; infatti il poeta Rutilio Namaziano raccontava di estese saline collocate in una laguna, presso la villa dell'amico Albino Caecina.
Tre sono i principali prodotti che venivano esportati da S. Vincenzino: il vino, l'olio e i prodotti a base di pesce. Questi ultimi erano costituiti da pesci interi o a tranci sotto sale oppure da vere e proprie salse, quali il famoso garum. Nel corso della tarda età imperiale (IV-VI secolo d.C.) questa situazione cambiò profondamente a causa del fortissimo sviluppo economico delle province romane del nord-Africa. 
Queste ultime aumentarono la loro produzione di olio, salse di pesce e vino. Il vino proveniente dalle colonie nordafricane, più precisamente quello proveniente dell'Algeria, era particolarmente apprezzato dalle classi sociali benestanti e aristocratiche.
Le merci in arrivo dalla Spagna e dalla Francia, come per esempio l'olio, vennero rapidamente soppiantate mentre si incrementò seppur di poco il flusso commerciale dall'Oriente legato principalmente al vino. Piccole fette di questo mercato furono riservate alle salse di pesce prodotte in Portogallo e al vino proveniente dalla Calabria. 
Di conseguenza il podere romano affrontò una grave crisi, in cui molti reparti produttivi del complesso vennero completamente abbandonati.

## Descrizione

### Posizione geografica
Il parco archeologico di San Vincenzino è parte integrante del polo museale cecinese e si trova nella bassa valle del fiume Cecina, in provincia di Livorno, tra la frazione di Marina di Cecina e la cittadina di Cecina, vicino alla foce del fiume.
La villa romana sorgeva su una piccola altura (poi detta poggetto del Fico) a sinistra del fiume Cecina, in un punto particolarmente favorevole per quanto riguarda la viabilità, dato che distava poco più di un chilometro dalla costa, un sistema di porti e approdi diversamente articolati favoriva certamente gli spostamenti marittimi e fluviali. Inoltre era bene inserita nella rete di comunicazione viaria, costituita sia dalla consolare via Aurelia che corre alle spalle, sia dalla via Emilia Scauri con la quale si innestava poco distante, collegando Roma con Pisa e Luni.

### La villa
Il primo nucleo dell'edificio padronale aveva un ingresso monumentale a sud, con due torri angolari esterne, e un grande impluvium di cui resta traccia nella fosse di incasso sul pavimento. 

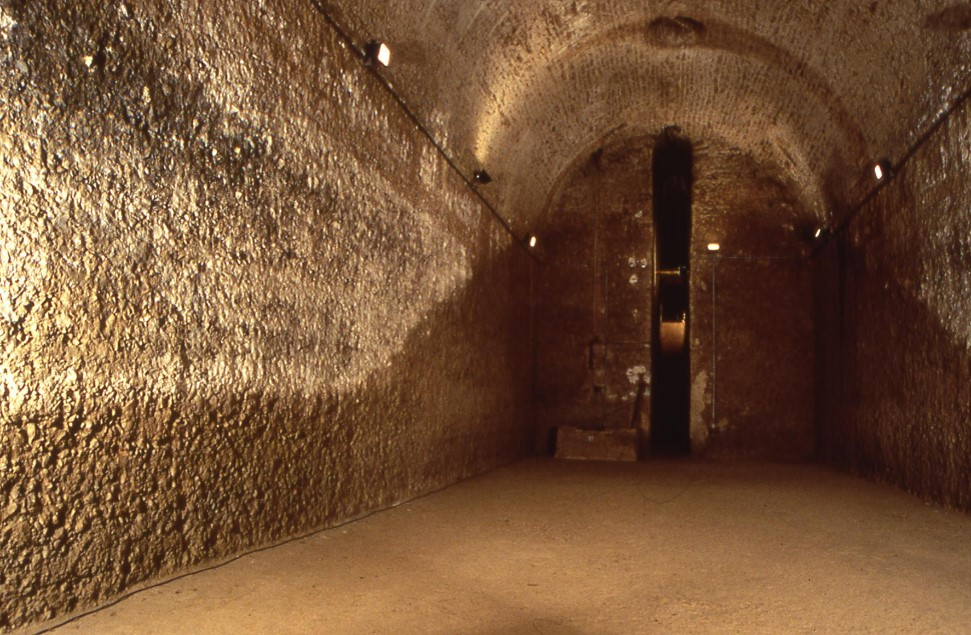
Cisterna romana San Vincenzino, Cecina

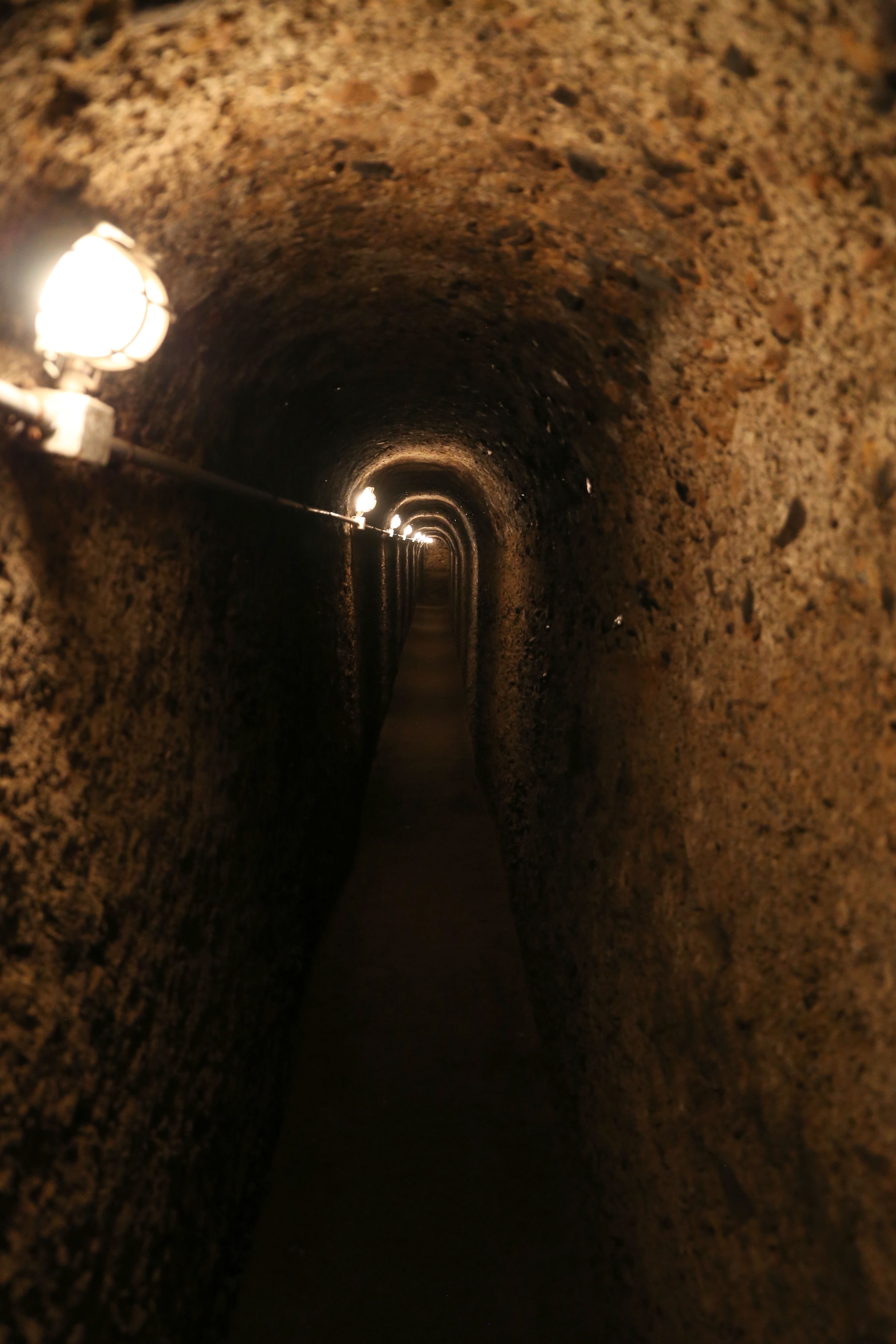
Uno dei cunicoli presso la cisterna

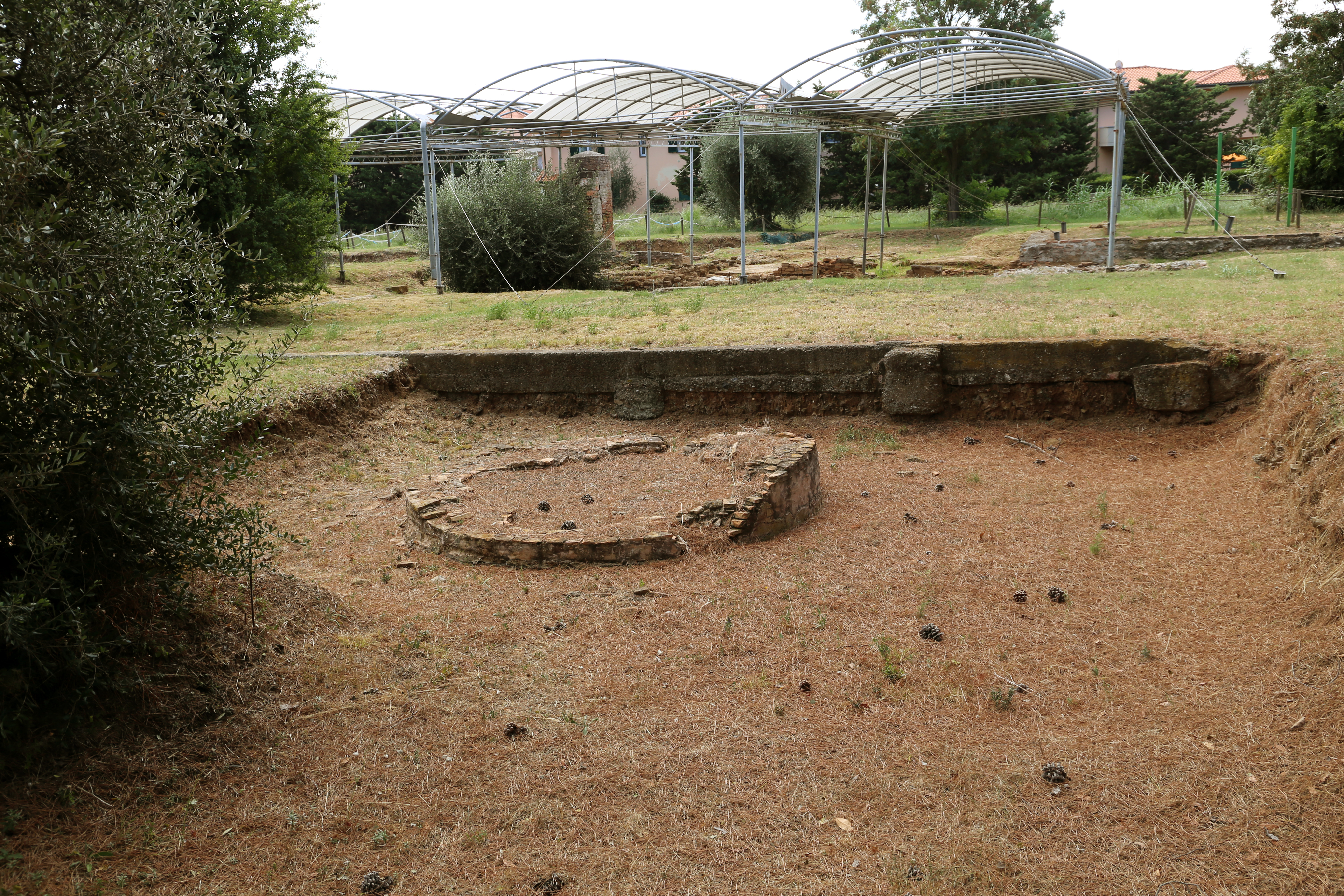
Resti di una fontana

Si incontravano poi due peristili sull'asse Est-Ovest, col porticato occidentale leggermente sopraelevato rispetto a quello orientale. Da qui si arrivava a un'altra area decorata da colonne in laterizi rivestiti di stucco dipinto a imitazione dei marmi, delle quali si conservano alcune basi in calcare. A destra dell'atrio si trovavano ambienti abitativi e di servizio che vennero pesantemente rimaneggiati tra l'80 e il 120 d.C. circa, forse per ospitare il vilicus, cioè il fattore che si occupava del funzionamento della struttura durante l'assenza dei proprietari. Inoltre vi venne creato un magazzino con più di venti grandi contenitori interrati, destinati a contenere molti litri di vino e permettere la fermentazione del mosto. Il settore a carattere produttivo fu riservato prevalentemente alla produzione del vino, venduto in anfore di produzione locale; probabilmente prodotto in quantità considerevoli. 
I quartieri abitativi dei padroni si trovavano più a nord, ed erano composti da stanze piuttosto piccole, usate come cubicula o oeci, e collegate da un corridoio. Anche questa zona fu trasformata nell'80-120 d.C., ricavano strutture produttive per la produzione dell'olio e la macinazione del grano.
Le acque piovane venivano convogliate in una grande cisterna sotterranea, e filtrate da una rete di canali sotterranei, che servivano come depuratori, e infine portate attraverso cunicoli verso due pozzi dai quali si poteva attingere. La cisterna era realizzata in calcestruzzo con una volta a botte ed era in grado di contenere acqua piovana per migliaia di metri cubi.
Già nel I secolo a.C., la villa doveva possedere campi coltivati, aree boschive, e fornaci per la produzione di materiali da costruzione e contenitori vari, soprattutto utilizzati per la conservazione e il trasporto de prodotti agricoli. 
Tra II e III secolo d.C. venne aggiunto un biclinio estivo, misurante 10x6,5 metri, del quale si conservano parte delle murature che fungevano da base per i letti utilizzati per consumare i pasti. Questa sala da pranzo era decorata lussuosamente, con un bacino e un ninfeo, alimentate da condotti in piombo in parte rinvenuti durante gli scavi. Il ninfeo, localizzato nell'ala occidentale del peristilio, aveva alcune piccole nicchie sulla parete di fondo, decorate da tessere vitree, marmi, pomici e conchiglie; in una di queste nicchie è stato ritrovato il torso di una statuetta in alabastro raffigurante Iside, oggi al Museo della Cinquantina.
Contemporaneamente a questa aggiunta, fu costruita una fontana circolare, articolata su quattro bacini interni, rivestita di marmi e posta al centro di un giardino. Inoltre la villa venne dotata di un impianto termale di notevoli dimensioni (circa 940 mq) e dotato di ingresso, palestra, esedra, spogliatoio, frigidario, due vasche separate, latrina, tepidario, calidario e alcuni vani di servizio coi praefurnia per riscaldare le acque. Della sontuosa decorazioni in marmo e mosaici di tessere vitree restano solo alcune scarse tracce. Nel sottopavimento del calidarium venne rinvenuto un tesoretto di monete tardoantiche, qui nascosto in un momento di grandi incertezze e pericoli. 
Nel corso del IV secolo dovette essere aggiunta la grande sala, affacciata sul loggiato nord del peristilio e un tempo decorata da marmi e alabastri, forse una sala da ricevimento o sala per banchetti occasionali. Aveva un ingresso decorato da due colonne e da basi che probabilmente dovevano sorreggere delle statue. L'aula fu affiancata da tre sale simmetriche adornate con un rivestimento marmoreo oppure con decorazioni come pitture murali. 
A sud dell’atrio un'ulteriore costruzione (inizi del V secolo d.C.) fu quella di una grande aula basilicale con una struttura architettonica ad abside, che fu dotata di riscaldamento e orientata sul lato est: facilmente accessibile dall’esterno, fu impiegata per lo svolgimento del cerimoniale a carattere pubblico. L’utilizzo di una grossa quantità di elementi decorativi di lusso come lastre e formelle di marmi di diversa provenienza per il rivestimento parietale e pavimentale, insieme all’uso delle tarsie in pasta di vetro colorata ritagliate al fine di comporre motivi vegetali da applicare sulle pareti, denota un adeguamento ai modelli in voga nelle residenze di alto livello.

### Il Museo: strumenti musicali
Nei pressi del parco archeologico è situato un museo nel quale oltre ai resti archeologici rinvenuti negli scavi come statuette, decorazioni e anfore, sono esposti molti strumenti musicali  etruschi, greci e romani. La musica romana accompagnava gli spettacoli e gli eventi nelle arene: infatti faceva parte delle esibizioni teatrali e di danza oltre che essere impiegata in situazioni di culto.
Molte sono le rappresentazioni di tali momenti in mosaici, statue, bassorilievi e non solo. 
Molti strumenti furono usati anche in situazioni di battaglia come segnali per dare precisi ordini ai combattenti.
Nella collezione di san Vincenzino sono inclusi quasi tutti gli strumenti usati in epoca romana e greca. Alcuni strumenti esposti nel museo sono per esempio cithara o cetra, la tibie, la lyra e molti altri ancora. Il suono di questi strumenti è stato campionato e può essere riprodotto anche da un visitatore del museo per mezzo di una pulsantiera designata per tale scopo.

### Il magazzino

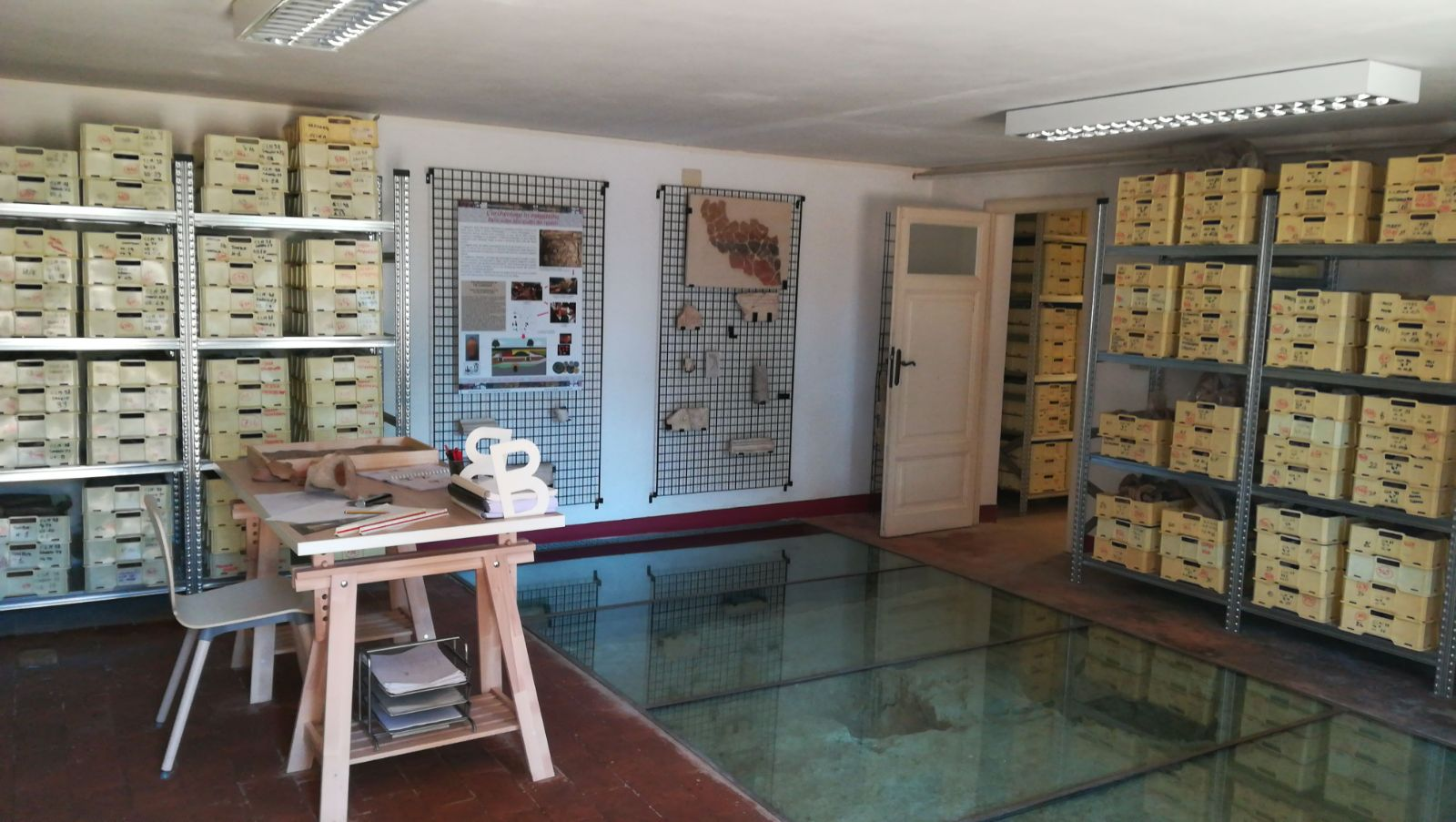
Parco Archeologico San Vincenzino magazzino

Nell'agosto 2017 è stato inaugurato il Magazzino del parco, uno spazio di lavoro degli archeologi dove è possibile visitare gli strumenti di studio e di scavo, oltre ad alcuni reperti lì conservati. Nel pavimento del magazzino una superficie trasparente consente ammirare la volta della cisterna romana sottostante.